# トゥルーへの手紙
『トゥルーへの手紙』（トゥルーへのてがみ、原題: A Letter to True）は、2004年にアメリカ合衆国で制作されたドキュメンタリー映画。オスカーにノミネートされた経験を持つ、また写真家としても有名なブルース・ウェーバーの監督作品。